# Maira paria
Maira paria är en tvåvingeart som beskrevs av Jacques-Marie-Frangile Bigot 1878. Maira paria ingår i släktet Maira och familjen rovflugor. Inga underarter finns listade i Catalogue of Life.